# Pantelejmoniwka
Pantelejmoniwka (ukrainisch Пантелеймонівка; russisch Пантелеймоновка Panteleimonowka) ist eine Siedlung städtischen Typs im Osten der Ukraine in der Oblast Donezk mit etwa 7800 Einwohnern.

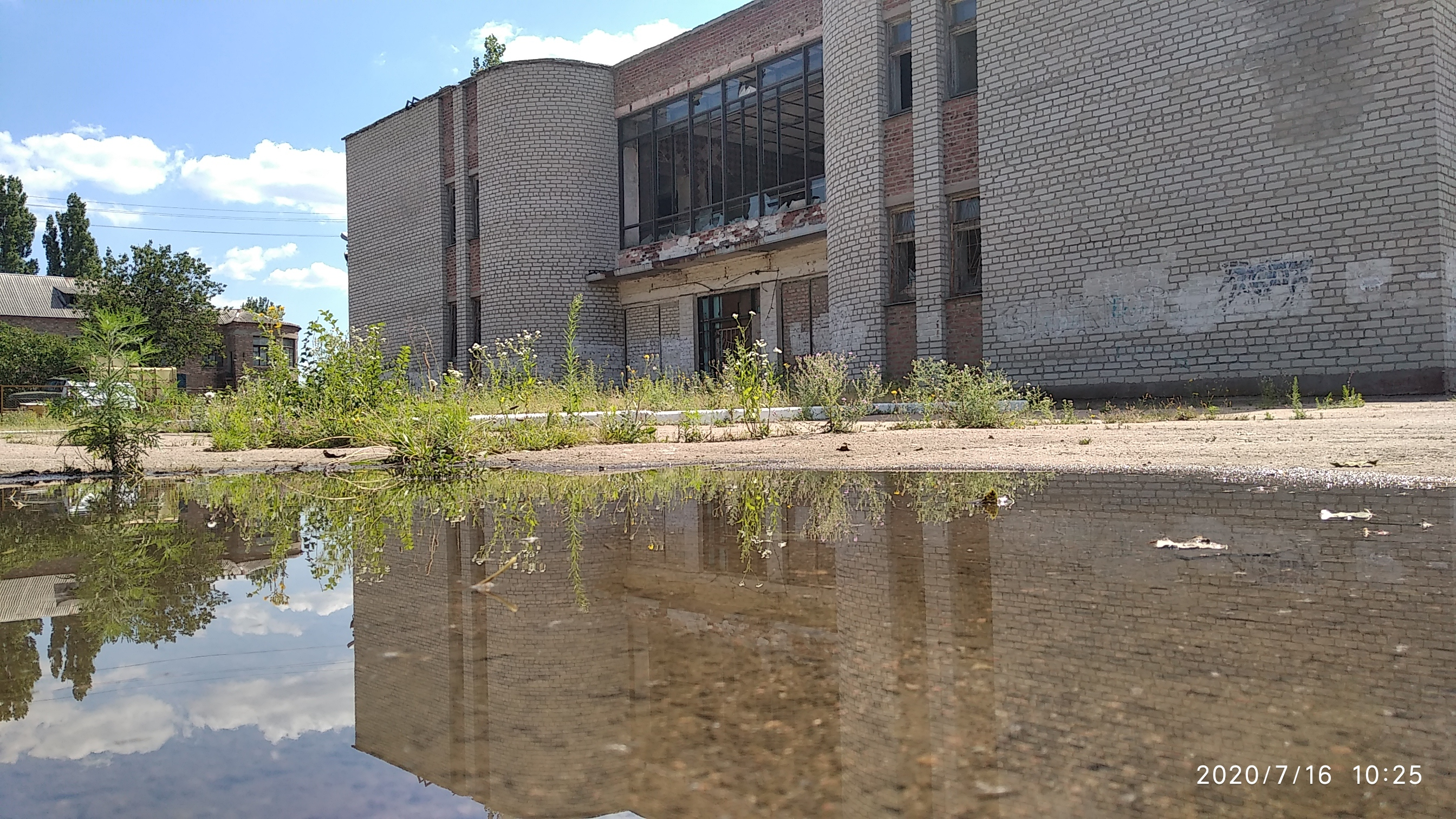
Blick in den Ort

Die Siedlung städtischen Typs befindet sich am Siwerskyj-Donez-Donbas-Kanal im Süden des Stadtgebiets von Horliwka, etwa 11 Kilometer vom Stadtzentrum und 27 Kilometer nördlich vom Oblastzentrum Donezk entfernt.
Verwaltungstechnisch gehört der Ort zur Stadtgemeinde von Horliwka und bildet hier wiederum als Teil des Stadtrajons Zentralne-Misto zusammen mit dem Dorf Rjasne (Рясне) eine eigene Siedlungsratsgemeinde.
Der Ort wurde 1876 als Siedlung um eine Eisenbahnstation gegründet, diese erhielt zu Ehren des Heiligen Pantaleon ihren Namen und hat seit 1938 den Status einer Siedlung städtischen Typs. Im Verlauf des Ukrainekrieges wurde der Ort im August 2014 durch Separatisten der Volksrepublik Donezk besetzt.